# Francisco Izquierdo Tavira
Francisco Izquierdo Tavira nació en Los Hinojosos del Orden el 4 de octubre de 1686 y fallecido en Lugo el 6 de enero de 1762, fue un religioso español.

## Biografía
Estudió Teología en Ávila, recibiendo el título de Maestro de Teología de la orden de los dominicos. Entre los cargos más representativos, destacan los de Calificador de la Inquisición y prior de Madrid. Fray Francisco fue nombrado obispo de Lugo el 16 de septiembre de 1748 y ordenado como tal el 10 de noviembre del mismo año en Madrid, figurando con el número 85 de los obispos habidos en la ciudad. 
Destacó en el urbanismo de esta capital con la construcción de una cárcel, la mejora del abastecimiento de agua a la ciudad, reparando el antiguo acueducto romano, por mandar construir varias fuentes, entre las que sobresale la fuente barroca, en el centro de la Plaza del Campo conservada en la actualidad, así como la reparación en 1759 de la Puerta de Santiago (o Porta do Poxigo) en la muralla de Lugo, declarada patrimonio de la humanidad.